# Анџела Бизли Старлинг
Анџела Бизли Старлинг (енгл. Angela Beesley Starling; рођена 3. августа 1977. у Норичу, Енглеска) је британски Интернет предузетник.
Дана 23. новембра 2008. године, удала се за програмера Медијавикија, Тима Старлинга.